# 密脉木属
密脉木属（学名：Myrioneuron）是茜草科下的一个属，为小灌木植物。该属共有15种，分布于热带亚洲。